# Luis Martínez (gwatemalski piłkarz)
Luis Fernando „Salamá” Martínez Castellanos (ur. 14 grudnia 1991 w Salamie) – gwatemalski piłkarz występujący na pozycji napastnika, reprezentant Gwatemali, od 2025 roku zawodnik Malacateco.

## Kariera klubowa
Martínez urodził się w mieście Salamá (stąd pochodzi jego przydomek), lecz już w wieku trzech miesięcy przeniósł się wraz z rodziną do Cobán, gdzie pracę znalazł jego ojciec. Jako trzynastolatek rozpoczął treningi w szkółce tamtejszego Cobán Imperial, lecz po spadku tego klubu do drugiej ligi jego grupy juniorskie zostały rozwiązane. Martínez dołączył wówczas do drużyny swojego liceum, która występowała w czwartej lidze gwatemalskiej. W kolejnych latach grał na poziomie czwartej i trzeciej ligi. Był zawodnikiem drugoligowego Deportivo Sayaxché, lecz nie był się w stanie utrzymać z niewielkiej pensji. Na kilkanaście miesięcy wyemigrował do Los Angeles, gdzie pracował jako kurier. 
Karierę na najwyższym szczeblu rozgrywkowym Martínez rozpoczynał w klubie Xelajú MC. W gwatemalskiej Liga Nacional zadebiutował 26 lutego 2012 w przegranym 0:2 spotkaniu z Zacapą, zaś pierwszą bramkę zdobył 20 marca 2013 w wygranej 2:1 konfrontacji z Heredią. Zdobył z Xelajú tytuł mistrza Gwatemali (Clausura 2012), lecz z powodu kontuzji nie zagrał w decydujących meczach. Pod koniec pobytu w Xelajú doznał poważnej kontuzji (pubalgia sportowa), wskutek której musiał pauzować aż przez jedenaście miesięcy. Wspominał, że myślał w tamtym okresie o zakończeniu kariery.
Latem 2017 Martínez został zawodnikiem Deportivo Guastatoya. Zdobył z nim trzy tytuły mistrza Gwatemali (Clausura 2018, Apertura 2018, Apertura 2020), pierwsze w historii klubu, a także superpuchar Gwatemali (2019). Za sprawą udanych występów w rodzimej lidze był obiektem zainteresowania ze strony klubów z Boliwii, Kazachstanu oraz Bliskiego Wschodu. Jako zawodnik Guastatoyi doznał kolejnej poważnej kontuzji, w wyniku której pauzował przez dużą część 2020 roku. W czerwcu 2020 był bliski podpisania umowy z amerykańskim New York Cosmos, natomiast we wrześniu 2020 otrzymał ofertę gry z Indonezji.

## Kariera reprezentacyjna
W seniorskiej reprezentacji Gwatemali Martínez zadebiutował za kadencji selekcjonera Ivána Franco Sopegno, 13 października 2015 w zremisowanym 1:1 meczu towarzyskim z Salwadorem. Premierowego gola strzelił natomiast 10 lutego 2016 w wygranym 3:1 sparingu z Hondurasem.